# Верховье (Нюксенский район)
Верховье — деревня в Нюксенском районе Вологодской области.
Входит в состав Городищенского сельского поселения (с 1 января 2006 года по 8 апреля 2009 года входила в Брусноволовское сельское поселение), с точки зрения административно-территориального деления — в Брусноволовский сельсовет.
Расстояние до районного центра Нюксеницы по автодороге — 57,5 км, до центра муниципального образования Городищны по прямой — 16 км. Ближайшие населённые пункты — Кокуево, Суровцево, Брусноволовский Погост.
По переписи 2002 года население — 20 человек (10 мужчин, 10 женщин). Всё население — русские.